# 秋田県道228号北の又井川線
秋田県道228号北の又井川線（あきたけんどう228ごう きたのまたいかわせん）は、秋田県南秋田郡五城目町から南秋田郡井川町に至る一般県道である。

## 概要
起点の五城目町側は未供用で、実際の路線は南秋田郡井川町の井川ダムの奥から始まるが、井川ダム近辺は未舗装区間で、この区間は冬期間閉鎖される。
井川ダムからは、井川の川沿いに伸び、秋田自動車道を立体交差ののち井川町役場前を通り、終点国道7号交点に至る。

### 路線データ
- 総延長 : 19.129 km[2]
- 実延長 : 10,361 km[2]
- 起点 : 秋田県南秋田郡五城目町馬場目字蛇喰17番1（秋田県道15号秋田八郎潟線交点）[3]およその地図
- 終点 : 秋田県南秋田郡井川町今戸字イナリデン122番1（今戸交差点、国道7号交点）[3]北緯39度55分15.72秒 東経140度4分40.11秒
- 未供用区間 : 南秋田郡五城目町馬場目字蛇喰15番4 - 井川町井内字鍵掛61 (8.320 km)[4][2]

## 歴史
- 1959年（昭和34年）2月17日 - 秋田県道に認定される[3]。
- 2014年（平成26年）3月25日 - 起点から井川町井内字鍵掛の供用を廃止し、未供用区間にする[4]。

## 路線状況

### 重複区間
- 秋田県道112号久保秋田線（南秋田郡井川町葹田・地内）、370m[2]

### 交通不能区間
- 南秋田郡五城目町馬場目蛇喰 - 南秋田郡井川町井内山国有林、2,963 m[5][6]

## 地理

### 交差する道路
| 施設名                  | 接続路線名               | 備考           | 所在地                                                         |
| ----------------------- | ------------------------ | -------------- | -------------------------------------------------------------- |
|                         | 秋田県道15号秋田八郎潟線 | 起点           | 南秋田郡五城目町馬場目蛇喰                                     |
| 【未供用区間】 8,320 km |                          |                |                                                                |
| 〈井川町側起点〉        |                          | 起点方向未供用 | 南秋田郡井川町井内字鍵掛井川町起点                             |
|                         | 秋田県道112号久保秋田線  | 重複区間370m   | 南秋田郡井川町葹田・地内北緯39度54分14.17秒 東経140度7分7.89秒 |
| 坂本入口交差点          | 国道285号                |                | 南秋田郡井川町坂本北緯39度54分47.08秒 東経140度5分40.52秒      |
| 今戸交差点              | 国道7号                  | 終点           | 南秋田郡井川町今戸                                             |

### 沿線の施設
- 井川ダム
- 上井河郵便局
- 井川町立井川義務教育学校
- 井川町役場
- 下井河郵便局